# Nikos Rolandis
Nikos Rolandis, gr. Νίκος Ρολάνδης (ur. 10 grudnia 1934 w Limassolu, zm. 27 maja 2021 w Nikozji) – cypryjski polityk, prawnik i przedsiębiorca, poseł do Izby Reprezentantów, minister spraw zagranicznych (1978–1983), minister handlu, przemysłu i turystyki (1998–2003).

## Życiorys
Z wykształcenia prawnik, kształcił się w Wielkiej Brytanii w Middle Temple. Przez pewien czas praktykował jako barrister. Później związany z sektorem prywatnym, był właścicielem i dyrektorem przedsiębiorstw m.in. z branży napojów bezalkoholowych.
W 1976 należał do współtwórców Partii Demokratycznej. Od marca 1978 do września 1983 sprawował urząd ministra spraw zagranicznych w rządzie Spirosa Kiprianu. Ustąpił z tej funkcji na skutek sporu z prezydentem co do rozwiązania problemu cypryjskiego. W 1986 założył liberalne ugrupowanie Koma Filelefteron, pełnił funkcję jego przewodniczącego, a w 1998 przyłączył się z nim do Zgromadzenia Demokratycznego. W 1991 ze wspólnej listy tych formacji uzyskał mandat deputowanego, który wykonywał do 1996.
W 1998 wystartował w wyborach prezydenckich, w pierwszej turze głosowania zajął ostatnie miejsce wśród 7 kandydatów z wynikiem 0,8% głosów. W lutym tegoż roku prezydent Glafkos Kliridis powołał go na ministra handlu, przemysłu i turystyki; funkcję tę pełnił do lutego 2003.